# Джон Евілдсен
Джон Гілберт Евілдсен (англ. John Guilbert Avildsen; нар. 21 грудня 1935 — 16 червня 2017) — американський кінорежисер, багато в чому відомий завдяки фільмам «Роккі» і «Роккі 5».
За перший фільм з цієї серії Евілдсен здобув премію «Оскар» як найкращий режисер. Він також у 1984 році зняв три частини фільму «Малюк-каратист». За роль в його другому фільмі, «Врятуйте тигра», отримав «Оскар» актор Джек Леммон.

## Біографія

### Дитинство
Джон Евілдсен народився в Оук-Парк (Іллінойс), в родині Айви (уроджена Гильбер) і Кларенса Джона Евілдсена. Навчався в приватній школі Гочкиса (англ. The Hotchkiss School) в Лейквілль (округ Лічфілд, штат Коннектикут) та Нью-Йоркському університеті. Кар'єру в кіно почав асистентом режисера у фільмах Артура Пенна і Отто Премінгера. Першого успіху Джон Евілдсен домігся з низькобюджетним трилером «Джо» (1970), який отримав визнання критиків за гру Пітера Бойла і отримав помірні касові збори.
За ним здобув ще один успіх у критиків. Драма «Врятуйте тигра» 1973 року була номінована на три «Оскари». А Джек Леммон також здобув премію за найкращу чоловічу роль.

### Творчість
Потім Евілдсен став знімати фільми про переможців. Найбільшого успіху він домігся з фільмом «Роккі» в 1976 році, отримавши десять номінацій на премію «Оскар» і виграв три з них, в тому числі за найкращий фільм і найкращу режисуру.

#### Фільм Роккі
Пізніше він зняв картину «Роккі V» в 1990 році, який, як планувалося, повинен був бути останнім у серії про Роккі Бальбоа. Серед його інших фільмів, « Дядько, рятуй! » (1971), «Неспокійні сусіди» (1981) і 3 фільми серії «Малюк-каратист»
Евілдсен повинен був знімати фільми Серпіко (1973) і «Лихоманка суботнього вечора» (1977), але був звільнений через розбіжності з продюсерами Мартіном Брегманом і  Робертом Стігвудом  відповідно.
Син Евілдсена Еш (народився 5 листопада 1981 року) заснував незалежний лейбл Sumerian Records. Ще один син Джонатан знімався у фільмах «Малюк-каратист 3» та «Роккі 5».
Останньою роботою була документальна картина про життя, кар'єру та фільмах Евілдсена:  John G. Avildsen: King of the Underdogs  (2017). Режисер і продюсер стрічки  Дерек Вейн Джонсон . У нього повинні увійти показує інтерв'ю з Сильвестром Сталлоне, Ральфом Мачио, Мартіном Скорсезе, Джеррі Вайнтраубом, Бертом Рейнольдсом та іншими відомими діячами Голлівуду, які працювали з Евілдсеном. Документальний фільм є доповненням до нової книги The Films of John G. Avildsen: Rocky, The Karate Kid, and Other Underdogs, написаної Ларрі Пауеллом та Томом Гарретом.

### Смерть
Джон Евілдсен помер 16 червня 2017 року в Лос-Анджелесі у віці 81 року. Як повідомив його син, Ентоні Евілдсен, причиною смерті був рак підшлункової залози, з яким Евілдсен-старший боровся в останні роки.
|  | У моєму розумінні він був надзвичайною людиною. Неймовірно талановитим, енергійним і дуже впертим. Часом йому це шкодило, а часом і йшло на користь |

Ентоні Евілдсен [Архівовано 1 травня 2017 у Wayback Machine.].
|  | Спочивай з миром. Я впевнений, ти скоро будеш режисерувати хіти на небесах |

Сильвестр Сталлоне}}

## Фільмографія
- 1969 — «Джо» / Joe
- 1973 — «Врятуйте тигра» / Save the Tiger
- 1976 — «Роккі» / Rocky
- 1980 — «Формула» / The Formula
- 1981 — «Неспокійні сусіди» / Neighbors
- 1984 — «Малюк-каратист» / The Karate Kid
- 1986 — «Малюк-каратист 2» / The Karate Kid 2
- 1989 — «Тримайся за мене» / Lean on Me
- 1989 — «Малюк-каратист 3» / The Karate Kid 3
- 1990 — «Роккі 5» / Rocky 5
- 1992 — «Сила особистості» / The Power Of One
- 1994 — «Вісім секунд» / 8 Seconds
- 1999 — «Інферно» / Inferno

Має також ряд акторських і операторських робіт.